# Chime Rinpoche
 Lama Kyabje Chime Rinpoche ist ein tibetischer buddhistischer Tulku und Dharma-Lehrer der Kagyü-Tradition. Er wurde 1941 nahe Jyekundo in Kham in Tibet geboren und wurde später als die Wiedergeburt von Benchen Radha Tulku anerkannt.
Er ist nicht zu verwechseln mit einem anderen Tulku aus der Benchen-Kloster-Tradition, dem 1991 geborenen Benchen Chime Tulku.
Im Jahr 1959 floh er aufgrund der chinesischen Annexion Tibets über Bhutan nach Indien. Seit 1965 lebt er in Großbritannien. Er lehrte in ganz Europa bis ins hohe Alter Vajrayana-Buddhismus und gründete zusammen mit seinen Schülern und Schülerinnen die beiden Meditationszentren Marpa House in England und Karma Kagyu Chö Khor Ling in Todtmoos-Au im Südschwarzwald. Zu seinen vielen Schülern und Schülerinnen gehören Lama Alasdair und Pema Chödrön.

## Frühes Leben in Tibet
Kyabje Chime Rinpoche wurde in Jyekundo, Kham, in Ost-Tibet geboren. Seine Familie stammte direkt von dem mittelalterlichen lokalen Fürsten Rardha Pontsong ab, der im 14. Jahrhundert dem 4. Sangye Nyenpa Land geschenkt hatte, auf welchem dieser dann das Benchen-Kloster errichten konnte. Kyabje Chime Rinpoche war nicht der einzige Tulku in seiner Familie, da die beiden Brüder Dilgo Khyentse Rinpoche (Nyingma-Tradition) und der 9. Sangye Nyenpa Rinpoche (Kagyü-Tradition) seine Onkel mütterlicherseits waren. Kyabje Chime Rinpoche erhielt die traditionelle Ausbildung eines Tulkus im Benchen-Kloster.
Die vier traditionellen Tulkus des Benchen-Klosters sind:

Sangye Nyenpa Rinpoche, Tenga Rinpoche, Radha Tulku (Kyabje Chime Rinpoche, die Person dieses Artikels), Chime Tulku (geboren 1991, nicht zu verwechseln mit dem Kyabje Chime Rinpoche dieses Artikels).

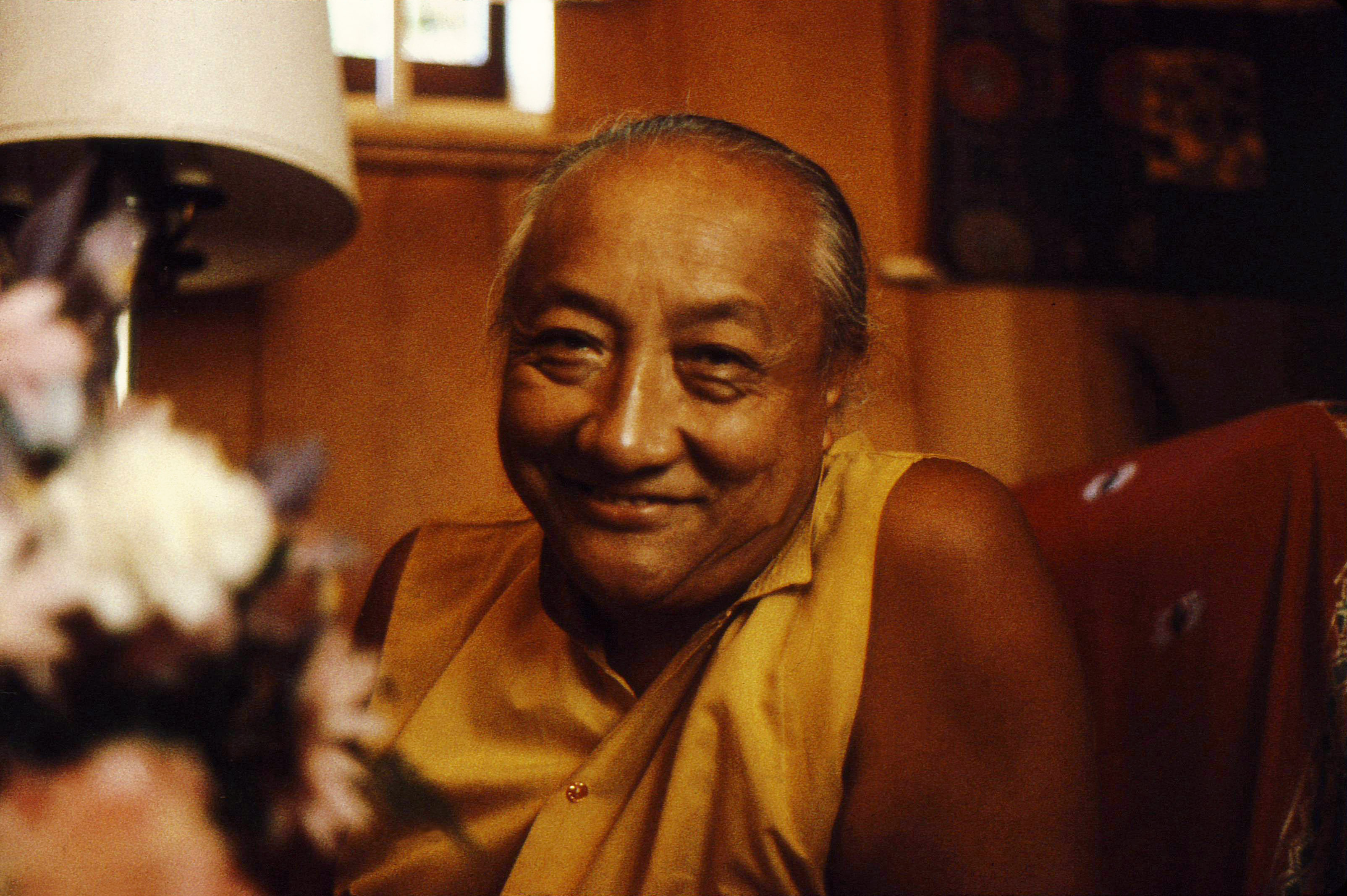
Dilgo Khyentse Rinpoche im Jahr 1976, Kyabje Chime Rinpoches Onkel

Im Benchen-Kloster absolvierte Kyabje Chime Rinpoche auch seine akademischen Studien und sein traditionelles 3-Jahres-Retreat. Er studierte und praktizierte Mahamudra und Dzogchen (Atiyoga). In der Mahamudra-Praxis wurde er von Kyabje Sangye Nyenpa angeleitet, in der Dzogchen-Praxis von Dilgo Khyentse Rinpoche.
Zwei weitere bedeutende Lehrer für ihn waren der 16. Karmapa Rangjung Rigpe Dorje und der buddhistische Wanderyogi Khenpo Gangshar.

## Flucht aus Tibet
Aufgrund der chinesischen Invasion in Tibet empfahl der 16. Karmapa Rangjung Rigpe Dorje seinen Schülern, darunter auch Kyabje Chime Rinpoche, dass sie aus Tibet fliehen sollten. Im Jahr 1959 erreichte Kyabje Chime Rinpoche zusammen mit seinen Wurzel-Lehrern und Onkeln, Dilgo Khyentse Rinpoche und dem 9. Sangye Nyenpa Rinpoche, nach einer abenteuerlichen Flucht über den Himalaya zunächst Bhutan und danach Indien.

## Leben in Großbritannien
Im Jahr 1965 kam Kyabje Chime Rinpoche zum Studium nach Oxford. Er lebte dort in einem kleinen Appartement zusammen mit Chögyam Trungpa und Akong Rinpoche.
Im Jahr 1970 erlangte er die britische Staatsbürgerschaft und hat seither in Großbritannien gelebt. Da Akong Rinpoche der erste der drei Freunde war, der eine bezahlte Anstellung als Krankenpfleger gefunden hatte, unterstützte er in dieser ersten Zeit Trungpa Rinpoche und Kyabje Chime Rinpoche finanziell.

## Marpa House und Karma Kagyu Chö Khor Ling
Im Jahr 1973 gründete Kyabje Chime Rinpoche mit Hilfe von Freunden, Freundinnen und Sponsoren das tibetisch-buddhistische Meditations-Zentrum 'Kham House' in Ashdon, Essex, England. Dieses Zentrum wurde später in 'Marpa House' umbenannt.
Im Jahr 1988 gründeten Schüler und Schülerinnen von Kyabje Chime Rinpoche mit dessen Segen und Unterstützung im Südschwarzwald das Meditationszentrum 'Kagyu Benchen Ling', das später in 'Karma Kagyu Chö Khor Ling' umbenannt wurde.
Kyabje Chime Rinpoche hatte seit Beginn seiner Zeit in England den Weg der buddhistischen Laien immer nach Kräften unterstützt, da er diesen für den Buddhismus im Westen als besonders hilfreich ansah. Seine historischen Vorbilder waren dabei die berühmten 84 indischen buddhistischen Mahasiddhas, der große tibetisch-buddhistische Meister und Übersetzer Marpa und Tibets berühmter buddhistischer Yogi Milarepa.
Im Jahr 2017 gründete Kyabje Chime Rinpoche die 'Weisse Sangha' für seine besonders im Dharma engagierten Laien-Schüler und -Schülerinnen als eine Alternative zur 'Roten Sangha' der buddhistischen Mönche und Nonnen.
Kyabje Chime Rinpoche lehrte, solange seine Gesundheit dies erlaubte, auf zahlreichen Vorträgen in europäischen Städten, sowie in seinen Meditations-Zentren Marpa House und Karma Kagyu Chö Khor Ling und zusätzlich in den Sommerferien während einer Woche auf einer Sommer-Schule in Baerenthal im Elsass in Frankreich.
Die meisten seiner Vorträge auf Retreats und während der Sommerschule wurden alle auf Audio und Video aufgenommen, ebenso wie die Vorträge zahlreicher Gastlehrer. Sie sind über 'Khampa Audio & Video' erhältlich. Diesen Vorträgen kann man entnehmen, dass er den Schwerpunkt seines Lehrens auf den Bodhisattva-Weg in Verbindung mit der Meditationspraxis von Mahamudra und Dzogchen legte.
Zahlreiche Fotos anlässlich des 80. Geburtstages von Kyabje Chime Rinpoche zeigt der Newsletter des Marpa House aus dem Frühjahr 2020.

## Persönliches
In England beendete Kyabje Chime Rinpoche sein Mönchsdasein und heiratete. Er und seine frühere englische Frau haben drei inzwischen erwachsene Töchter.
Kyabje Chime Rinpoche arbeitete 16 Jahre lang in der British Library in London als Leiter der tibetischen Sektion und als Kurator für alte tibetische Manuskripte.

## Bibliographie
- Chime Radha Rinpoche: Tibet, in M. Loewe, C. Blacker (Hrsg.): Divination and Oracles, London, 1981, George Allen & Unwin, S. 3–37, ISBN 978-0-87773-214-3.
- DVD: Lama Chime Rinpoche: Old Lady's Finger and Other Mahamudra Teachings, Wisdom Books, Kennewick, WA, USA, 2012, ISBN 1-61593-116-3.
- Chime Tulku: Den Geist frei machen, Benchen Edition, Kagyü Benchen Ling e.V. (heute: Karma Kagyu Chö Khor Ling e.V.), Todtmoos-Au, 1991.
- Chime Tulku: Unzerstörbare Zuversicht entwickeln, Benchen Edition, Kagyü Benchen Ling e.V. (heute: Karma Kagyu Chö Khor Ling e.V.), Todtmoos-Au, 1991.